# James Herron Hopkins

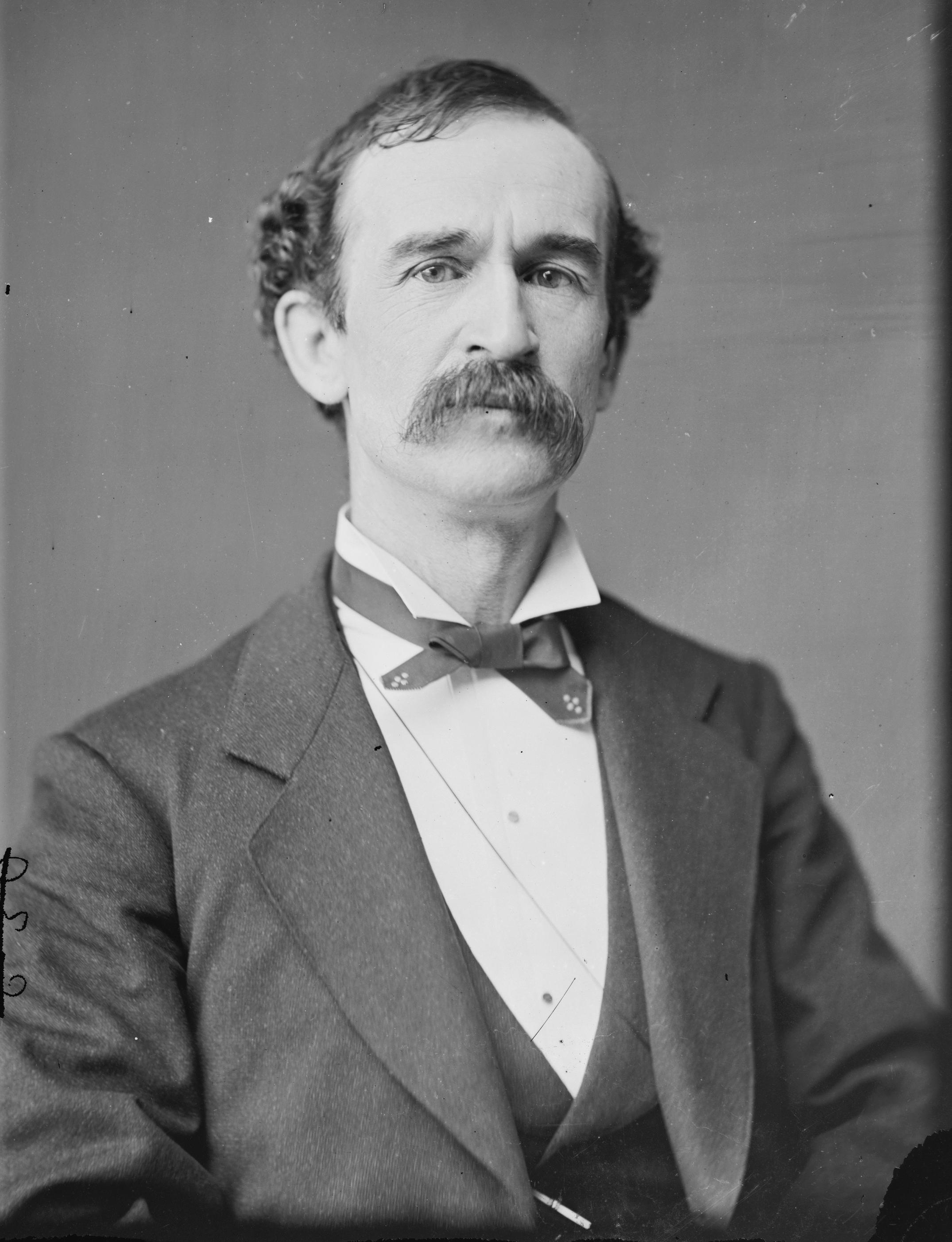
James Herron Hopkins

James Herron Hopkins (* 3. November 1832 in Washington, Pennsylvania; † 17. Juni 1904 in North Hatley, Québec, Kanada) war ein US-amerikanischer Politiker. Zwischen 1875 und 1877 sowie nochmals von 1883 bis 1885 vertrat er den Bundesstaat Pennsylvania im US-Repräsentantenhaus.

## Werdegang
James Hopkins besuchte die öffentlichen Schulen seiner Heimat und studierte danach bis 1850 am dortigen Washington College. Nach einem anschließenden Jurastudium und seiner 1852 erfolgten Zulassung als Rechtsanwalt begann er in Pittsburgh in diesem Beruf zu arbeiten. Außerdem war er im Bankgewerbe, im Handwerk und im Bergbau tätig. Einige Jahre lang fungierte er als Vizepräsident der Handelskammer in Pittsburgh. Politisch wurde er Mitglied der Demokratischen Partei. 1872 kandidierte er noch erfolglos für den Kongress.
Bei den Kongresswahlen des Jahres 1874 wurde Hopkins dann aber im 22. Wahlbezirk von Pennsylvania in das US-Repräsentantenhaus in Washington, D.C. gewählt, wo er am 4. März 1875 die Nachfolge des Republikaners James Scott Negley antrat. Da er im Jahr 1876 nicht bestätigt wurde, konnte er bis zum 3. März 1877 nur eine Legislaturperiode im Kongress absolvieren. Bei den Wahlen des Jahres 1882 zog er erneut für den 22. Distrikt seines Staates in das Repräsentantenhaus ein, wo er am 4. März 1883 Russell Errett ablöste, der 1877 dort sein Nachfolger geworden war. Im Jahr 1884 wurde er erneut nicht wiedergewählt und konnte daher bis zum 3. März 1885 wieder nur eine weitere Legislaturperiode im Kongress verbringen. In dieser Zeit leitete er den Ausschuss für Arbeit.
Nach dem Ende seiner Zeit im US-Repräsentantenhaus praktizierte James Hopkins als Anwalt in der Bundeshauptstadt Washington. Er starb am 17. Juni 1904 im kanadischen North Hatley und wurde in Washington D.C. beigesetzt.